# Арманавичюс, Вилюс
Вилюс Арманавичюс (лит. Vilius Armanavičius; 8 мая 1995) — литовский футболист, полузащитник.

## Биография
Начал играть на взрослом уровне в 2014 году в клубе первой лиги Литвы «Стумбрас» (Каунас). В сезоне 2014 года сыграл 26 матчей, забил один гол и стал со своим клубом победителем первой лиги. В А-Лиге дебютировал 28 февраля 2015 года в матче против «Шяуляя». За три с половиной года в высшем дивизионе сыграл за «Стумбрас» 71 матч и забил один гол, выступая как правило на позиции опорного полузащитника. Обладатель Кубка Литвы 2017 года. Участник матча за Суперкубок Литвы 2018 года, в котором «Стумбрас» уступил «Судуве» 0:5.
Вторую половину 2018 года провёл в составе аутсайдера высшей лиги Литвы «Ионава», а в 2019 году выступал за «Атлантас» (Клайпеда). В 2020 году перешёл в «Хегельманн» (Каунас), с этим клубом в том же сезоне стал вторым призёром первой лиги и с 2021 года выступал в А-Лиге. В «Хегельманне» стал играть ближе к линии атаки. 9 июля 2022 года забил 4 гола в ворота «Банги» (5:0).
Выступал за юниорскую и молодёжную сборные Литвы. В составе молодёжной сборной — участник Кубков Содружества 2014 года (1 матч) и 2015 года (2 матча).
В национальной сборной Литвы дебютировал 12 октября 2021 года в матче отборочного турнира чемпионата мира против Швейцарии (0:4).

## Достижения
- Обладатель Кубка Литвы: 2017